# Winfried Schäfer
Winfried Anton Schäfer, bekannt geworden unter seinem Rufnamen Winnie Schäfer (* 10. Januar 1950 in Mayen), ist ein deutscher Fußballtrainer und ehemaliger Fußballspieler. Er trainierte zwölf Jahre lang die erste Fußballmannschaft des Karlsruher SC, der damit eine erfolgreiche Zeit erlebte.

## Karriere

### Spieler
Von der Jugend an spielte Schäfer bis 1968 beim rheinland-pfälzischen Verein TuS Mayen. Von 1968 bis 1985 war er Profifußballer bei Borussia Mönchengladbach, Kickers Offenbach und dem Karlsruher SC in der Fußball-Bundesliga.
Im Frühsommer 1970 wurde der Mittelfeldspieler unter dem Trainer Hennes Weisweiler Deutscher Meister mit Borussia Mönchengladbach. Im selben Jahr gewann er auch den DFB-Pokal mit den Kickers Offenbach: aufgrund des frühen Zeitpunkts der Fußball-Weltmeisterschaft 1970 in Mexiko wurde die Austragung des DFB-Pokal-Wettbewerbes 1970 ab dem Achtelfinale in den August nach dem WM-Turnier verlegt. Schäfer war zu diesem Zeitpunkt bereits nach Offenbach gewechselt und konnte somit nach dem mit 2:1 gewonnenen Finale gegen den 1. FC Köln, in dem er als der überragende Akteur der Kickers angesehen wurde, in jenem Jahr den Double-Gewinn feiern. Neun Jahre später gewann er den UEFA-Pokal, als er zu Borussia Mönchengladbach zurückkehrte.
Schäfer absolvierte 403 Bundesliga-Einsätze und erzielte 46 Tore.

### Trainer

#### Karlsruher SC
Mit der Verpflichtung von Winfried Schäfer als neuem Trainer und Carl-Heinz Rühl als Manager im Jahr 1986 begannen die erfolgreichsten zehn Jahre des Karlsruher SC in der jüngeren Geschichte. Schäfer hatte nach Beendigung seiner aktiven Karriere 1985 ein Jahr lang als Talentsucher für Mönchengladbach gearbeitet, bevor er in Karlsruhe seine erste Trainerstelle antrat. In dem durch das Auf und Ab der vergangenen Spielzeiten sportlich und finanziell angeschlagenen Verein galt es, aus der Not eine Tugend zu machen und das Gerüst erfahrener Spieler wie Srećko Bogdan, Michael Harforth und Emanuel Günther durch junge, aufstrebende Talente zu ergänzen. Der Saisonstart verlief alles andere als optimal und nach einer deutlichen 0:8-Niederlage in Hannover hatten viele die Saison bereits abgehakt. Doch dank einer Serie, die mit einem 6:0-Erfolg gegen Saarbrücken am letzten Vorrundenspieltag begann und zehn Siege hintereinander einbrachte, stand der Aufstieg in die Bundesliga bereits am vorletzten Spieltag fest. Mit dem Torhüter Alexander Famulla, Oliver Kreuzer in der Abwehr und Arno Glesius als treffsicherem Torjäger (14 Saisontore) hatten sich in der Aufstiegssaison gleich drei Nachwuchsspieler in die Stammformation gespielt.

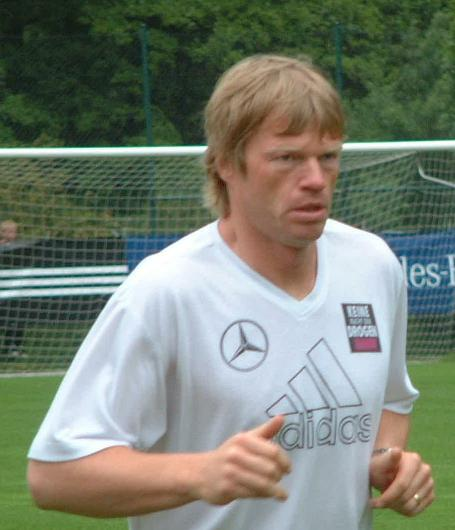
Oliver Kahn begann seine Profikarriere in seiner Heimatstadt beim KSC und wurde 1990 dort zum Stammtorwart

Nach einer durchwachsenen ersten Bundesliga-Saison 1987/88, in der man dem sofortigen Abstieg nur knapp entging, wurde die als „Elf der Namenlosen“ titulierte Mannschaft auch in der zweiten Spielzeit als Abstiegskandidat gehandelt. Winfried Schäfer gelang es jedoch im Gegensatz zu seinen Vorgängern, den Karlsruher SC in der Eliteklasse zu etablieren. Da die Mittel für prominente Verstärkungen nicht vorhanden waren, setzte Schäfer weiterhin vorwiegend auf Talente aus den eigenen Reihen und der Region, darunter Oliver Kahn (1987), Michael Sternkopf (1988), Mehmet Scholl (1989) und Jens Nowotny (1991) – mit zunehmendem Erfolg: In den nächsten Spielzeiten setzte man sich im gesicherten Mittelfeld der Bundesliga fest und schloss die Saison 1991/92 mit Rang acht und damit erstmals auf einem einstelligen Tabellenplatz ab. Während der Weltmeisterschaft 1990 war Schäfer Mitarbeiter der deutschen Mannschaft, indem er in deren Auftrag andere Turnierspiele verfolgte.
Mit dem sechsten Rang 1992/93 qualifizierte sich der Verein für den UEFA-Pokal. In der zweiten Runde besiegten die Karlsruher nach einem 1:3 im Hinspiel den FC Valencia mit 7:0. Dieses Spiel, das im Nachhinein als Wunder vom Wildpark bezeichnet wurde, gilt bis heute als Höhepunkt der jüngeren Vereinsgeschichte. Außerdem warf der KSC die renommierten Clubs PSV Eindhoven, Boavista Porto und Girondins Bordeaux aus dem Wettbewerb und zog ins Halbfinale ein. Dort schieden die Karlsruher knapp gegen den SV Austria Salzburg nach zwei Unentschieden (0:0 und 1:1) aufgrund der Auswärtstorregel aus. In den Folgejahren nahm der KSC noch zweimal (1996/97 und 1997/98) am UEFA-Pokal teil und erreichte das Finale im DFB-Pokal 1996, das mit 0:1 gegen den 1. FC Kaiserslautern verloren ging. Im selben Jahr gewann der Verein das Finale um den UEFA Intertoto Cup gegen Standard Lüttich (3:1 nach 0:1 im Hinspiel) und sicherte sich somit nochmals die Teilnahme am UEFA-Pokal.
Mit der Saison 1997/98 begann eine unerwartete sportliche Talfahrt des Karlsruher SC. Der Verein hatte sich als Tabellen-Sechster der Vorsaison zwar noch einmal für den UEFA-Pokal qualifiziert, wo man im Achtelfinale gegen Spartak Moskau ausschied. Im Verlauf der Meisterschaftsrunde zeigte sich jedoch, dass man die Abgänge von Leistungsträgern der Vorjahre wie Jens Nowotny (1996 zu Bayer Leverkusen), Thorsten Fink und Michael Tarnat (beide 1997 zu Bayern München) mannschaftlich nicht kompensiert hatte, die Neuzugänge Nyarko, Schepens und Zitelli erwiesen sich als Fehleinkäufe. So fand sich der KSC in der unteren Tabellenhälfte der Bundesliga wieder und aufgrund des enttäuschenden Saisonverlaufs wurde Winfried Schäfer im März 1998 nach zwölf Jahren im Amt entlassen. Die Karlsruher stiegen am Ende der Spielzeit – nach elf Jahren ununterbrochener Zugehörigkeit – aus der Bundesliga ab.

#### VfB Stuttgart und Tennis Borussia Berlin
Es folgten bis zum Jahr 2000 weitere Trainerstationen beim VfB Stuttgart und bei Tennis Borussia Berlin, Schäfer konnte aber an seine vorhergehenden Erfolge als Vereinstrainer nicht mehr anknüpfen. Beim VfB Stuttgart wurde er nach fünf Monaten Ende 1998 vom Vorstand des VfB wegen Erfolglosigkeit freigestellt.
Vom 1. April 1999 (Saison 1998/99 / 24. Spieltag) bis zum Ende der Saison 1999/00 trainierte er den Zweitligisten Tennis Borussia Berlin. Mit dem damals teuersten Zweitligakader aller Zeiten sollte der Aufstieg in die Bundesliga gelingen. Bald befand sich die Mannschaft im Abstiegskampf wieder und sicherte den Klassenerhalt erst am letzten Spieltag. Schäfer wurde vorgeworfen, die Gegner nicht zu kennen und die Mannschaft nicht zusammenhalten zu können. Trotz anhaltender Proteste innerhalb der Mannschaft und bei den Fans wurde Schäfer nicht entlassen, u. a. weil der Verein die vereinbarte Abfindung von vier Mio. D-Mark sich kaum hätte leisten können. Von den Spielern wurde Schäfer „Konfusio“ genannt. Wenige Tage nach Saisonende entzog der DFB dem Verein die Lizenz wegen finanzieller Ungereimtheiten um den Hauptsponsor Göttinger Gruppe. Schäfer wollte die Abfindung von vier Millionen D-Mark vor dem Arbeitsgericht einklagen. Die Auseinandersetzung zog sich bis weit nach der Regionalliga-Saison 2000/01, in welcher der Verein als abgeschlagenes Schlusslicht in die Oberliga Nordost abstieg.

#### Stationen im Ausland
Ab November 2001 war Schäfer Trainer der Fußballnationalmannschaft Kameruns, wurde 2002 Afrikameister und nahm mit der Mannschaft an der WM 2002 teil. Zudem drang er im Jahr 2003 mit Kamerun bis ins Finale des Confed-Cups vor. Dieses verlor die Mannschaft nach Golden Goal gegen Frankreich, nachdem das Team zuvor u. a. den amtierenden Weltmeister Brasilien geschlagen hatte. Die Zusammenarbeit endete am 18. November 2004, wenige Stunden nach einer 0:3-Niederlage gegen die deutsche Fußballnationalmannschaft. Ausschlaggebend für die Trennung waren u. a. die seit Monaten andauernden Differenzen aufgrund angeblich ausstehender Gehalts- und Prämienzahlungen.
Von März 2005 bis Februar 2007 trainierte Schäfer den Klub Al-Ahli in Dubai, mit dem er in seiner ersten Saison Meister der Vereinigten Arabischen Emirate wurde: Im Mai 2006 führte er das Team zu einem 4:1 im Playoff-Endspiel gegen Titelverteidiger Al Wahda aus Abu Dhabi und damit zur ersten Meisterschaft des Klubs seit 26 Jahren. Im Februar 2007 wurde Schäfer nach fünf Niederlagen in Folge als Trainer von Al-Ahli beurlaubt, sein Vertrag wäre noch bis zum Saisonende gelaufen. Ab Dezember 2007 war Schäfer Trainer des Al Ain Club. Mit Al Ain gewann er 2009 den Etisalat Emirates Cup, den President Cup und den UAE Super Cup. Die Verantwortlichen des Vereins verlängerten daraufhin den Vertrag mit Schäfer bis 2010, im Dezember 2009 einigten sich der Verein und Schäfer nach der ersten Niederlage im laufenden Wettbewerb auf eine vorzeitige Vertragsauflösung.
Im Juni 2010 unterschrieb Schäfer einen Zweijahresvertrag beim aserbaidschanischen Club FK Baku. Das Engagement wurde im Januar 2011 „im beiderseitigen Einvernehmen“ beendet. Maßgeblich dafür war das Ausscheiden aus der Qualifikation zur Europa League in seinen ersten Pflichtspielen mit Baku, das nur erfolgt war, weil Schäfer im Hinspiel den gerade erst nach Baku gewechselten Joël Epalle eingesetzt hatte, der vom Verein nicht rechtzeitig gemeldet worden war. So gewann Baku zwar beide Spiele, schied letztlich aber trotzdem aus, weil das Hinspiel 0:3 gewertet wurde und das Rückspiel nur 2:1 ausging. Schäfer äußerte später, dass es infolgedessen schwierig gewesen sei, seine Spieler noch zu motivieren.
Von Juni 2011 bis Juni 2013 war Schäfer Trainer der Fußballnationalmannschaft Thailands, als sein Vertrag in beiderseitigem Einvernehmen aufgelöst wurde. Er blieb zunächst in Thailand und trainierte Muangthong United, ehe er im Juli 2013 Trainer der jamaikanischen Nationalmannschaft wurde. Mit dieser gelang ihm der Gewinn der Fußball-Karibikmeisterschaft 2014 und im Folgejahr als erstem karibischem Team überhaupt die Teilnahme am Endspiel der kontinentalen Meisterschaft Nordamerikas, dem CONCACAF Gold Cup, das gegen den Rekordmeister Mexiko verloren ging. Der Sieg im Halbfinale gegen das US-Team unter Jürgen Klinsmann war Jamaikas größter Erfolg seit der Qualifikation zur Fußball-Weltmeisterschaft 1998. Zudem nahm Jamaika unter Schäfer erstmals an der Copa América teil, zu der man als Gastmannschaft eingeladen worden war. Durch den Sieg bei der Karibikmeisterschaft 2014 gelang außerdem die Qualifikation für die Copa América Centenario 2016. Nachdem die jamaikanische Nationalmannschaft unter Schäfer die Qualifikation für die Fußball-Weltmeisterschaft 2018 in Russland verpasst und Schäfer nach einer 0:2-Niederlage seiner Mannschaft gegen Haiti das Kabel aus der Kamera eines jamaikanischen Journalisten gezogen hatte, wurde er suspendiert und entlassen.
Im Oktober 2017 unterschrieb Schäfer einen Zweijahresvertrag beim iranischen Erstligisten Esteghlal Teheran, der zuvor den Trainer Alireza Mansourian freigestellt hatte. Der Klub aus der Hauptstadt belegte nach acht Spieltagen Rang 11 von 16 Mannschaften in der Persian Gulf Pro League. Im April 2019 beendete er die Zusammenarbeit wegen ausstehender Gehaltszahlungen. Ab Juli 2019 trainierte er mit Baniyas SC aus Abu Dhabi erneut einen Verein in den Vereinigten Arabischen Emiraten, den Klub verließ er mit Ablauf seines Einjahresvertrags Mitte 2020 wieder. Im Januar 2021 übernahm Schäfer den katarischen Klub Al-Khor SC und verpflichtete wenig später den Stürmer Pierre-Michel Lasogga vom Ligakonkurrenten Al-Arabi. Ihm gelang zunächst der Klassenerhalt, aber in der Folgesaison wurde sein Vertrag nach einem schlechten Auftakt mit neun sieglosen Spielen im November 2021 einvernehmlich aufgelöst.
Die nach zwei Jahren Vereinslosigkeit im Januar 2024 bekanntgegebene Verpflichtung durch den iranischen Erstligisten Sanat Naft FC konnte mangels Erteilung einer Arbeitserlaubnis nicht verwirklicht werden.
Im Januar 2025 wurde Schäfer vom ghanaischen Fußballverband als Direktor und Berater der Fußballnationalmannschaft Ghanas verpflichtet.

## Persönliches
Schäfer ist verheiratet, hat zwei Kinder und lebt mit seiner Familie in Ettlingen bei Karlsruhe. 2004 wurde Schäfer mit den meisten Stimmen in den Ettlinger Gemeinderat gewählt. Er kandidierte für die neu gegründete Wählergemeinschaft „Für Ettlingen“, die auf Anhieb zweitstärkste Fraktion wurde. Aufgrund seiner häufigen, berufsbedingten Auslandsaufenthalte übte er das Mandat jedoch kaum aus. Bei der Kommunalwahl am 7. Juni 2009 kandidierte er nicht mehr.
2025 veröffentlichte er mit Wildpark, Scheichs und Voodoozauber seine Autobiografie, die gemeinsam mit Andreas Kötter und Sascha Schäfer entstand.

## Erfolge und Auszeichnungen

### Als Spieler
- 1970: Deutscher Meister mit Borussia Mönchengladbach
- 1970: DFB-Pokal-Sieger mit Kickers Offenbach
- 1979: UEFA-Cup-Sieger mit Borussia Mönchengladbach

### Als Trainer
- 1987: Aufstieg mit dem Karlsruher SC in die Bundesliga
- 1994: Erreichen des UEFA-Cup-Halbfinales
- 1995: DFB-Hallenpokal-Sieger
- 1996: Erreichen des DFB-Pokalfinales
- 2002: Afrikameister mit Kamerun
- 2003: Finalteilnahme beim FIFA-Konföderationen-Pokal mit Kamerun
- 2006: Meister der Vereinigten Arabischen Emirate mit Al-Ahli Dubai
- 2009: Etisalat Emirates Cup mit Al Ain Club
- 2009: UAE President’s Cup mit Al Ain Club[24]
- 2009: UAE Super Cup 2009 mit Al Ain Club
- 2012: Zweiter in der Südostasienmeisterschaft mit Thailand
- 2014: Gewinn der Karibikmeisterschaft mit Jamaika
- 2015: Zweiter im CONCACAF Gold Cup mit Jamaika
- 2018: Hazfi Cup mit Esteghlal Teheran